# Saint-Étienne-des-Guérets
Saint-Étienne-des-Guérets é uma comuna francesa na região administrativa do Centro, no departamento de Loir-et-Cher. Estende-se por uma área de 11,72 km². Em 2010 a comuna tinha 117 habitantes (densidade: 10 hab./km²).